# Prajadhipok
Prajadhipok (taj. พระปกเกล้าเจ้าอยู่หัว) (Rama VII) (ur. 8 listopada 1893 w Bangkoku, zm. 30 maja 1941 w Surrey) – król Syjamu (obecnie Tajlandii) z dynastii Chakri panujący w latach 1925–1935. 
Po ukończeniu podstawowej edukacji w języku tajskim oraz angielskim, 1906 roku wyjechał do Anglii, gdzie kształcił się w Eton College a następnie w Akademii Wojskowej (Royal Military Academy Woolwich) w Woolwich. Otrzymał honorowy stopień podporucznika (second lieutenant) British Army. Po powrocie do Syjamu służył w tajskiej armii. W 1917 roku został mnichem buddyjskim i studiował dharmy w świątyni Bovornivej Viharn. 26 sierpnia 1918 w pałacu pałacu Bang Pa-In odbył się ślub Prajadhipoka z księżniczką Rambai Barni (wnuczką Mongkuta).
23 listopada 1925 zmarł starszy brat Prajadhipoka, król Vajiravudh. Ponieważ nie miał on synów, tron, zgodnie prawem dziedziczenia, objął właśnie Prajadhipok. Koronacja odbyła się 25 listopada 1925.
24 czerwca 1932 roku grupa wojskowych i cywilów, posługująca się nazwą Khana Ratsadon (Partia Ludu) przeprowadziła zamach stanu, żądając zmiany systemu politycznego. Był on niemal bezkrwawy, m.in. ze względu na fakt, iż Prajadhipok, zgodził się na ustępstwa, i 10 grudnia 1932 wprowadził pierwszą konstytucję Syjamu. Tym samym tajska monarchia absolutna została przekształcona w monarchię konstytucyjną. 
Konflikty polityczne spowodowały, że 2 marca 1935 Prajadhipok zrzekł się tronu. Po abdykacji wyjechał, wraz z żoną, do Anglii. Zmarł 30 maja 1941. Żona zorganizowała mu prywatny pogrzeb w Golders Green.